# Jennifer Yuh Nelson

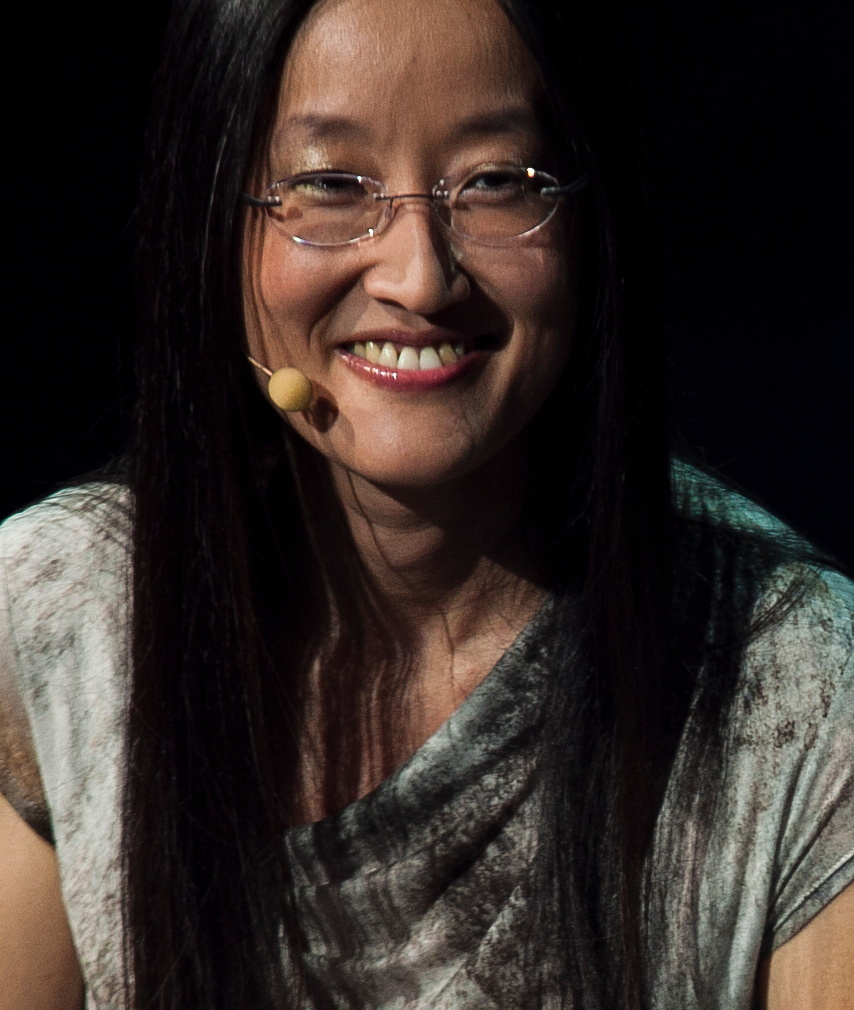
Jennifer Yuh Nelson (2012)

Jennifer Yuh Nelson (* 13. Juni 1972 in Südkorea) ist eine US-amerikanische Filmregisseurin, die 2011 den Trickfilm Kung Fu Panda 2 schuf, dessen Einspielergebnisse Phyllida Lloyds Mamma Mia! übertrafen und der somit zum erfolgreichsten von einer Frau gemachten Film aller Zeiten wurde. Außerdem wurde er für den Oscar (bester Trickfilm) nominiert.

## Leben
Yuh Nelson wurde 1972 mit dem Nachnamen Yuh in Südkorea geboren, ihre Eltern wanderten in die Vereinigten Staaten nach Kalifornien aus, als sie vier war.
Sie eiferte ihren großen Schwestern nach und machte ihren Bachelor of Fine Arts an der California State University, Long Beach, anschließend arbeitete sie erst für Jetlag Productions, dann für die HBO-Serie Spawn.
1998 ging sie zu Dreamworks und arbeitete an Spirit: Stallion of the Cimarron, Sinbad: Legend of the Seven Seas, Madagascar und dem ersten Teil von Kung Fu Panda, wofür sie ihren ersten Annie Award bekam. Studioboss Jeffrey Katzenberg vertraute ihr daraufhin die Regie in der Fortsetzung an, ihrem Erstling. Sie hat auch den mit einer chinesischen Firma koproduzierten Teil Kung Fu Panda 3 geleitet.

## Filmografie (Auswahl)
Regie
- 1998–1999: Spawn (Fernsehserie, vier Folgen)
- 2011: Kung Fu Panda 2
- 2016: Kung Fu Panda 3
- 2018: The Darkest Minds – Die Überlebenden (The Darkest Minds)
- 2021–2022: Love, Death & Robots (Fernsehserie, zwei Folgen)